# UFC on Fox: Johnson vs. Reis
UFC on Fox: Johnson vs. Reis è stato un evento di arti marziali miste tenuto dalla Ultimate Fighting Championship il 15 aprile 2017 allo Sprint Center di Kansas City, Stati Uniti.
Si tratta della prima card di sempre ad aver preso luogo nella città di Kansas.

## Risultati
|                                                   | Divisione         |                        |                 |                    | Metodo                                      | Round           | Tempo           | Premio          |
| Card Principale                                   | Card Principale   | Card Principale        | Card Principale | Card Principale    | Card Principale                             | Card Principale | Card Principale | Card Principale |
| ------------------------------------------------- | ----------------- | ---------------------- | --------------- | ------------------ | ------------------------------------------- | --------------- | --------------- | --------------- |
| Sfida valida per il titolo di campione indiscusso | Pesi mosca        | Demetrious Johnson (c) | batte           | Wilson Reis        | Sottomissione (armbar)                      | 3               | 4:49            | POTN            |
|                                                   | Pesi paglia (F)   | Rose Namajunas         | batte           | Michelle Waterson  | Sottomissione (rear-naked choke)            | 2               | 2:47            |                 |
|                                                   | Pesi medi         | Robert Whittaker       | batte           | Ronaldo Souza      | KO tecnico (calcio alla testa e pugni)      | 2               | 3:28            | POTN            |
|                                                   | Pesi piuma        | Renato Moicano         | batte           | Jeremy Stephens    | Decisione non unanime (29-28, 28-29, 29-28) | 3               | 5:00            |                 |
| Card Preliminare (Fox)                            |                   |                        |                 |                    |                                             |                 |                 |                 |
|                                                   | Pesi massimi      | Aleksandr Volkov       | batte           | Roy Nelson         | Decisione unanime (30-27, 30-27, 30-27)     | 3               | 5:00            |                 |
|                                                   | Pesi gallo        | Tom Duquesnoy          | batte           | Patrick Williams   | KO tecnico (gomitata e pugni)               | 2               | 0:28            |                 |
|                                                   | Pesi leggeri      | Rasjid Magomedov       | batte           | Bobby Green        | Decisione non unanime (29-28, 28-29, 29-28) | 3               | 5:00            |                 |
|                                                   | Pesi mosca        | Tim Elliott            | batte           | Louis Smolka       | Decisione unanime (30-27, 30-27, 30-27)     | 3               | 5:00            | FOTN            |
| Card Preliminare (UFC Fight Pass)                 |                   |                        |                 |                    |                                             |                 |                 |                 |
|                                                   | Pesi gallo        | Aljamain Sterling      | batte           | Augusto Mende      | Decisione unanime (29-28, 29-28, 29-28)     | 3               | 5:00            |                 |
|                                                   | Pesi mediomassimi | Devin Clark            | batte           | Jake Collier       | Decisione unanime (30-27, 30-27, 30-26)     | 3               | 5:00            |                 |
|                                                   | Pesi medi         | Anthony Smith          | batte           | Andrew Sanchez     | KO (calcio alla testa e pugni)              | 3               | 3:52            |                 |
|                                                   | Pesi welter       | Zak Cummings           | batte           | Nathan Coy         | Sottomissione tecnica (guillotine choke)    | 1               | 4:21            |                 |
|                                                   | Pesi gallo (F)    | Ketlen Vieira          | batte           | Ashlee Evans-Smith | Decisione unanime (29-28, 29-28, 30-27)     | 3               | 5:00            |                 |

## Premi
I lottatori premiati ricevettero un bonus di 50.000 dollari.
Legenda:
- FOTN: Fight of the Night (vengono premiati entrambi gli atleti per il miglior incontro dell'evento)
- POTN: Performance of the Night (viene premiato il vincitore per la migliore performance dell'evento)